# فولتا كاتالونيا 2006
فولتا كاتالونيا 2006 (بالإسبانية: Volta a Cataluña 2006)‏ هو سباق دراجات هوائية، وهو الموسم رقم 86 من السباق، وأقيم خلال الفترة 15 مايو 2006، وحتى 21 مايو 2006، وامتدّ لمسافة 1020. 6 كيلومتر، وهو أحد سباقات برو تور 2006.
فاز فيه بالمركز الأول ديفيد كانيادا، وبالمركز الثاني سانتياجو بوتيرو، وبالمركز الثالث كريستوف مورو.

## الفرق
| فرق برو (20)- AG2R Prévoyance - Bouygues Télécom - Caisse d'Épargne-Illes Balears - Cofidis-Le Crédit par Téléphone - Crédit Agricole (cycling team) ‏ - Davitamon-Lotto - Discovery Channel - Euskaltel–Euskadi (1994–2013) ‏ - La Française des jeux - Lampre-Fondital - فريق أونسه ‏ - Liquigas ‏ - Phonak (cycling team) ‏ - Quick Step-Innergetic - Rabobank - صونيير دوفال برودير 2006 ‏ - CSC - Gerolsteiner (cycling team) ‏ - Team Milram ‏ - T-Mobile ‏ فرق قارية محترفة (5)- 3 Molinos Resort ‏ - Andalucía (cycling team) ‏ - كوميونيداد فالنسيانا 2006 ‏ - Kaiku ‏ - Relax–GAM ‏ |  |
| |  |

## المراحل
| قائمة المراحل | قائمة المراحل | قائمة المراحل                  | قائمة المراحل  | قائمة المراحل | قائمة المراحل            | قائمة المراحل            |
| المرحلة       | التاريخ       | الدورة                         |                | المسافة (كم)  | الفائز بالمرحلة          | القائد العام             |
| ------------- | ------------- | ------------------------------ | -------------- | ------------- | ------------------------ | ------------------------ |
| مرحلة 1       | 15 مايو       | سالو – سالو                    | فردي ضد الساعة | 12٫6          | فابيان كانسيليرا         | فابيان كانسيليرا         |
| مرحلة 2       | 16 مايو       | كمبريلز – كمبريلز              |                | 156٫8         | لويس بيريز روميرو        | فابيان كانسيليرا         |
| مرحلة 3       | 17 مايو       | سالو – سان كارلوس دي لا رابيتا |                | 176٫7         | تور هوسهوفد              | تور هوسهوفد              |
| مرحلة 4       | 18 مايو       | Perafort ‏ – Vallnord ‏          |                | 225           | كارلوس كاستانيو باناديرو | كارلوس كاستانيو باناديرو |
| مرحلة 5       | 19 مايو       | ييفيا – مانليو                 |                | 161٫5         | أدولفو غارسيا            | كارلوس كاستانيو باناديرو |
| مرحلة 6       | 20 مايو       | مانليو – يوريت دي مار          |                | 166٫4         | Matej Mugerli ‏           | ديفيد كانيادا            |
| مرحلة 7       | 21 مايو       | يوريت دي مار – برشلونة         |                | 121٫6         | دانيلي بيناتي            | ديفيد كانيادا            |

## النتيجة

### مرحلة 1
هي مرحلة من نوع سباق فردي ضد الساعة، أجريت في 15 مايو 2006، وامتدّت لمسافة 12.6 كيلومتر فاز بالمرحلة فابيان كانسيليرا، ومتصدر الترتيب العام في نهاية المرحلة فابيان كانسيليرا، والمتصدر حسب ترتيب النقاط فابيان كانسيليرا، ومتصدر ترتيب الفرق 2006 CSC.
| التصنيف العام | التصنيف العام      | التصنيف العام    | التصنيف العام                  | التصنيف العام |  |
| العداء        | العداء             | البلد            | الفريق                         | الوقت         |  |
| ------------- | ------------------ | ---------------- | ------------------------------ | ------------- |  |
| 1             | فابيان كانسيليرا   | سويسرا           | CSC                            | 14 دقيقة 55 ث |  |
| 2             | فلاديمير كاربتس    | روسيا            | Caisse d'Épargne-Illes Balears | + 3 ث         |  |
| 3             | يانيز برايكوفيتش   | سلوفينيا         | Discovery Channel              | + 3 ث         |  |
| 4             | روبرت هنتر         | جنوب أفريقيا     | Phonak Hearing Systems         | + 3 ث         |  |
| 5             | سانتياجو بوتيرو    | كولومبيا         | Phonak Hearing Systems         | + 5 ث         |  |
| 6             | أندريا بيرون       | إيطاليا          | CSC                            | + 8 ث         |  |
| 7             | أندري هريفكو       | أوكرانيا         | Milram                         | + 10 ث        |  |
| 8             | كريستيان فاند فيلد | الولايات المتحدة | CSC                            | + 11 ث        |  |
| 9             | سيباستيان لانغ     | ألمانيا          | Gerolsteiner                   | + 11 ث        |  |
| 10            | نيكولا جالابير     | فرنسا            | Phonak Hearing Systems         | + 11 ث        |  |

### مرحلة 2
هي مرحلة أجريت في 16 مايو 2006، وامتدّت لمسافة 156.8 كيلومتر فاز بالمرحلة لويس بيريز روميرو، ومتصدر الترتيب العام في نهاية المرحلة فابيان كانسيليرا، والمتصدر حسب ترتيب النقاط فابيان كانسيليرا، ومتصدر ترتيب التسلق خوسيه البرتو بينيتيز، ومتصدر ترتيب السرعة لويس بيريز روميرو، ومتصدر ترتيب الفرق 2006 CSC.
| التصنيف العام | التصنيف العام      | التصنيف العام    | التصنيف العام                  | التصنيف العام     |  |
| العداء        | العداء             | البلد            | الفريق                         | الوقت             |  |
| ------------- | ------------------ | ---------------- | ------------------------------ | ----------------- |  |
| 1             | فابيان كانسيليرا   | سويسرا           | CSC                            | 4 س 12 دقيقة 21 ث |  |
| 2             | فلاديمير كاربتس    | روسيا            | Caisse d'Épargne-Illes Balears | + 3 ث             |  |
| 3             | يانيز برايكوفيتش   | سلوفينيا         | Discovery Channel              | + 3 ث             |  |
| 4             | روبرت هنتر         | جنوب أفريقيا     | Phonak Hearing Systems         | + 3 ث             |  |
| 5             | سانتياجو بوتيرو    | كولومبيا         | Phonak Hearing Systems         | + 5 ث             |  |
| 6             | أندريا بيرون       | إيطاليا          | CSC                            | + 8 ث             |  |
| 7             | أندري هريفكو       | أوكرانيا         | Milram                         | + 10 ث            |  |
| 8             | كريستيان فاند فيلد | الولايات المتحدة | CSC                            | + 11 ث            |  |
| 9             | سيباستيان لانغ     | ألمانيا          | Gerolsteiner                   | + 11 ث            |  |
| 10            | نيكولا جالابير     | فرنسا            | Phonak Hearing Systems         | + 11 ث            |  |

### مرحلة 3
هي مرحلة أجريت في 17 مايو 2006، وامتدّت لمسافة 176.7 كيلومتر فاز بالمرحلة تور هوسهوفد، ومتصدر الترتيب العام في نهاية المرحلة تور هوسهوفد، والمتصدر حسب ترتيب النقاط تور هوسهوفد، ومتصدر ترتيب التسلق خوسيه البرتو بينيتيز، ومتصدر ترتيب السرعة لويس بيريز روميرو، ومتصدر ترتيب الفرق 2006 CSC.
| التصنيف العام | التصنيف العام      | التصنيف العام    | التصنيف العام                  | التصنيف العام     |  |
| العداء        | العداء             | البلد            | الفريق                         | الوقت             |  |
| ------------- | ------------------ | ---------------- | ------------------------------ | ----------------- |  |
| 1             | تور هوسهوفد        | النرويج          | Crédit agricole                | 8 س 28 دقيقة 34 ث |  |
| 2             | روبرت هنتر         | جنوب أفريقيا     | Phonak Hearing Systems         | + 0 ث             |  |
| 3             | فابيان كانسيليرا   | سويسرا           | CSC                            | + 1 ث             |  |
| 4             | فلاديمير كاربتس    | روسيا            | Caisse d'Épargne-Illes Balears | + 4 ث             |  |
| 5             | يانيز برايكوفيتش   | سلوفينيا         | Discovery Channel              | + 4 ث             |  |
| 6             | سانتياجو بوتيرو    | كولومبيا         | Phonak Hearing Systems         | + 6 ث             |  |
| 7             | أندريا بيرون       | إيطاليا          | CSC                            | + 9 ث             |  |
| 8             | أندري هريفكو       | أوكرانيا         | Milram                         | + 11 ث            |  |
| 9             | كريستيان فاند فيلد | الولايات المتحدة | CSC                            | + 12 ث            |  |
| 10            | سيباستيان لانغ     | ألمانيا          | Gerolsteiner                   | + 12 ث            |  |

### مرحلة 4
هي مرحلة أجريت في 18 مايو 2006، وامتدّت لمسافة 225 كيلومتر فاز بالمرحلة كارلوس كاستانيو باناديرو، ومتصدر الترتيب العام في نهاية المرحلة كارلوس كاستانيو باناديرو، والمتصدر حسب ترتيب النقاط تور هوسهوفد، ومتصدر ترتيب التسلق كريستوف مورو، ومتصدر ترتيب السرعة لويس بيريز روميرو، ومتصدر ترتيب الفرق Kaiku 2005 ‏.
| التصنيف العام | التصنيف العام            | التصنيف العام | التصنيف العام                  | التصنيف العام  |  |
| العداء        | العداء                   | البلد         | الفريق                         | الوقت          |  |
| ------------- | ------------------------ | ------------- | ------------------------------ | -------------- |  |
| 1             | كارلوس كاستانيو باناديرو | إسبانيا       |                                |                |  |
| 2             | سانتياجو بوتيرو          | كولومبيا      | Phonak Hearing Systems         | + 1 دقيقة 18 ث |  |
| 3             | كريستوف مورو             | فرنسا         | AG2R Prévoyance                | + 1 دقيقة 24 ث |  |
| 4             | رايدر هيسجيدال           | كندا          | Phonak Hearing Systems         | + 1 دقيقة 51 ث |  |
| 5             | فلاديمير كاربتس          | روسيا         | Caisse d'Épargne-Illes Balears | + 2 دقيقة 04 ث |  |
| 6             | يانيز برايكوفيتش         | سلوفينيا      | Discovery Channel              | + 2 دقيقة 04 ث |  |
| 7             | ديفيد كانيادا            | إسبانيا       | Saunier Duval-Prodir           | + 2 دقيقة 13 ث |  |
| 8             | لينوس جيرديمان           | ألمانيا       | T-Mobile                       | + 2 دقيقة 13 ث |  |
| 9             | فرانسيسكو مانسبو         | إسبانيا       | AG2R Prévoyance                | + 2 دقيقة 27 ث |  |
| 10            | دينيس مينتشوف            | روسيا         | Rabobank                       | + 2 دقيقة 43 ث |  |

### مرحلة 5
هي مرحلة أجريت في 19 مايو 2006، وامتدّت لمسافة 161.5 كيلومتر فاز بالمرحلة أدولفو غارسيا، ومتصدر الترتيب العام في نهاية المرحلة كارلوس كاستانيو باناديرو، والمتصدر حسب ترتيب النقاط تور هوسهوفد، ومتصدر ترتيب التسلق كريستوف مورو، ومتصدر ترتيب السرعة لويس بيريز روميرو، ومتصدر ترتيب الفرق 2006 Caisse d'Épargne-Illes Balears.
| التصنيف العام | التصنيف العام            | التصنيف العام | التصنيف العام                  | التصنيف العام  |  |
| العداء        | العداء                   | البلد         | الفريق                         | الوقت          |  |
| ------------- | ------------------------ | ------------- | ------------------------------ | -------------- |  |
| 1             | كارلوس كاستانيو باناديرو | إسبانيا       |                                |                |  |
| 2             | ديفيد كانيادا            | إسبانيا       | Saunier Duval-Prodir           | + 1 دقيقة 16 ث |  |
| 3             | سانتياجو بوتيرو          | كولومبيا      | Phonak Hearing Systems         | + 1 دقيقة 18 ث |  |
| 4             | كريستوف مورو             | فرنسا         | AG2R Prévoyance                | + 1 دقيقة 24 ث |  |
| 5             | رايدر هيسجيدال           | كندا          | Phonak Hearing Systems         | + 1 دقيقة 51 ث |  |
| 6             | يانيز برايكوفيتش         | سلوفينيا      | Discovery Channel              | + 2 دقيقة 04 ث |  |
| 7             | لينوس جيرديمان           | ألمانيا       | T-Mobile                       | + 2 دقيقة 13 ث |  |
| 8             | فرانسيسكو مانسبو         | إسبانيا       | AG2R Prévoyance                | + 2 دقيقة 27 ث |  |
| 9             | فلاديمير كاربتس          | روسيا         | Caisse d'Épargne-Illes Balears | + 2 دقيقة 40 ث |  |
| 10            | دينيس مينتشوف            | روسيا         | Rabobank                       | + 2 دقيقة 43 ث |  |

### مرحلة 6
هي مرحلة أجريت في 20 مايو 2006، وامتدّت لمسافة 166.4 كيلومتر فاز بالمرحلة Matej Mugerli ‏، ومتصدر الترتيب العام في نهاية المرحلة ديفيد كانيادا، والمتصدر حسب ترتيب النقاط تور هوسهوفد، ومتصدر ترتيب التسلق كريستوف مورو، ومتصدر ترتيب السرعة Eladio Jiménez ‏، ومتصدر ترتيب الفرق 2006 Phonak ‏.
| التصنيف العام | التصنيف العام    | التصنيف العام | التصنيف العام                  | التصنيف العام      |  |
| العداء        | العداء           | البلد         | الفريق                         | الوقت              |  |
| ------------- | ---------------- | ------------- | ------------------------------ | ------------------ |  |
| 1             | ديفيد كانيادا    | إسبانيا       | Saunier Duval-Prodir           | 22 س 29 دقيقة 49 ث |  |
| 2             | سانتياجو بوتيرو  | كولومبيا      | Phonak Hearing Systems         | + 2 ث              |  |
| 3             | كريستوف مورو     | فرنسا         | AG2R Prévoyance                | + 8 ث              |  |
| 4             | رايدر هيسجيدال   | كندا          | Phonak Hearing Systems         | + 35 ث             |  |
| 5             | يانيز برايكوفيتش | سلوفينيا      | Discovery Channel              | + 48 ث             |  |
| 6             | لينوس جيرديمان   | ألمانيا       | T-Mobile                       | + 57 ث             |  |
| 7             | فرانسيسكو مانسبو | إسبانيا       | AG2R Prévoyance                | + 1 دقيقة 11 ث     |  |
| 8             | فلاديمير كاربتس  | روسيا         | Caisse d'Épargne-Illes Balears | + 1 دقيقة 24 ث     |  |
| 9             | دينيس مينتشوف    | روسيا         | Rabobank                       | + 1 دقيقة 27 ث     |  |
| 10            | ديفيد أرويو      | إسبانيا       | Caisse d'Épargne-Illes Balears | + 1 دقيقة 35 ث     |  |

### مرحلة 7
هي مرحلة أجريت في 21 مايو 2006، وامتدّت لمسافة 121.6 كيلومتر فاز بالمرحلة دانيلي بيناتي، ومتصدر الترتيب العام في نهاية المرحلة ديفيد كانيادا، والمتصدر حسب ترتيب النقاط تور هوسهوفد، ومتصدر ترتيب التسلق كريستوف مورو، ومتصدر ترتيب السرعة Eladio Jiménez ‏، ومتصدر ترتيب الفرق 2006 Phonak ‏.
| التصنيف العام | التصنيف العام    | التصنيف العام | التصنيف العام                  | التصنيف العام      |  |
| العداء        | العداء           | البلد         | الفريق                         | الوقت              |  |
| ------------- | ---------------- | ------------- | ------------------------------ | ------------------ |  |
| 1             | ديفيد كانيادا    | إسبانيا       | Saunier Duval-Prodir           | 25 س 06 دقيقة 26 ث |  |
| 2             | سانتياجو بوتيرو  | كولومبيا      | Phonak Hearing Systems         | + 2 ث              |  |
| 3             | كريستوف مورو     | فرنسا         | AG2R Prévoyance                | + 8 ث              |  |
| 4             | رايدر هيسجيدال   | كندا          | Phonak Hearing Systems         | + 35 ث             |  |
| 5             | يانيز برايكوفيتش | سلوفينيا      | Discovery Channel              | + 48 ث             |  |
| 6             | لينوس جيرديمان   | ألمانيا       | T-Mobile                       | + 57 ث             |  |
| 7             | فرانسيسكو مانسبو | إسبانيا       | AG2R Prévoyance                | + 1 دقيقة 11 ث     |  |
| 8             | فلاديمير كاربتس  | روسيا         | Caisse d'Épargne-Illes Balears | + 1 دقيقة 24 ث     |  |
| 9             | دينيس مينتشوف    | روسيا         | Rabobank                       | + 1 دقيقة 27 ث     |  |
| 10            | ديفيد أرويو      | إسبانيا       | Caisse d'Épargne-Illes Balears | + 1 دقيقة 35 ث     |  |

## الفائزون
| الترتيب | الفائز          |
| ------- | --------------- |
| الفائز  | ديفيد كانيادا   |
| الثاني  | سانتياجو بوتيرو |
| الثالث  | كريستوف مورو    |